# 島田五空
島田 五空（しまだ ごくう、1875年（明治8年）4月1日 - 1928年（昭和3年）12月26日）は秋田県山本郡（現・能代市）出身の俳人にして実業家、政治家。本名・島田豊三郎。別号に香車、悟空、五工、山頭火など。

## 概要
1875年（明治8年）4月1日に父豊三郎、母キヱの次男として現在の能代市畠町に生まれる。幼名は島田長冶郎といい、この島田家は名士の家系であったが父と兄の死により幼くして島田豊三郎の名を継ぐ。小学校卒業の頃にはすでに日本外史、十八史略、三国志、水滸伝などを次々読破するなど大変読書熱心な子供であり、才気煥発、敏捷にとびまわる利巧者ぶりが孫悟空のようだと称されたことが後の雅号の由来となる。
学校卒業後は19歳で秋田県初となる活版印刷（現在の能代印刷）と、私立能代図書館を創立、翌年には「能代商報」（現在の北羽新報）を創業する。その後も書籍販売店（現在の一長堂）、職工組合などを創立するなどさまざまな形で地域の文化活動に深く貢献した。また同市に転居してきた有力実業家である井坂直幹とも交流をもち、ともに能代実業協会を発足させ、政界に進出して県議会議員、町議会議員としても活動し五能線の開通、秋田県立能代中学校の開設にも携わった。
これらの活動の傍ら、文学面では能代市の歌人が集まっていた「渟風会」で「渟風会雑誌」を発行する。その後句会を通じて知り合った佐々木北涯らと北斗吟社を創設、高浜虚子とも親交を持ち称賛を受ける。さらに帰郷して秋田新聞の記者となっていた石井露月に指導を受け、明治32年（1899年）に俳誌「北斗」、翌明治33年（1900年）にはこれを引き継いだ俳誌「俳星」を創刊した。ちなみに「俳星」とは交流のあった正岡子規の命名である。この刊行後は県内各郡で俳句大会を開くなど県内の俳句界隈の盛り上がりを後押しする。これらの活動とあわせて五空は俳誌ホトトギスに投句をしてきたが、子規編の「春夏秋冬」に多くの句が掲載されたことでさらに全国的にも知名度が高まった。これらの句は昭和4年発行の改造社版「現代日本文学全集」にも30句が収録されている。
このほか10代の頃設立した図書館の縁もあり山本郡の図書館館長もつとめた。
晩年前には政界を引退し能代市住吉に建てられた十方庵で過ごしながら国内各地を吟遊。胃の病により衰弱し1928年（昭和3年）12月26日に息を引き取った。
代表作には句集「裘（かわごろも）」、文集に「有用無用」、弟子には安成二郎がいる。

## 句碑
能代市柳町にある八幡神社と中川原の稲荷社、能代公園に句碑がある。その他能代市内に石碑や終焉の地の標柱などもある。